# Alpiner South American Cup 2025
Die Saison 2025 des alpinen South American Cups begann am 8. August in Chapelco und soll am 1. Oktober 2025 in Corralco enden. Sie zählt, wie auch die anderen Kontinentalrennserien des internationalen Ski-Verbandes FIS als Unterbau zum Weltcup. Sie zählt laut FIS-Regularien bereits zur jahresübergreifenden Wettbewerbssaison 2025/26.

## Cupwertungen

### Gesamt
| Rang | Athlet                | Punkte |
| ---- | --------------------- | ------ |
| 1    | Fabian Ax Swartz      | 290    |
| 2    | Albert Ortega Fornesa | 160    |
| 3    | Dominik Zerhoch       | 157    |
| 4    | Justin Bigatel        | 141    |
| 5    | Richard Leitgeb       | 138    |
| 6    | Joaquim Salarich      | 136    |
| 7    | Thomas Lardon         | 119    |
| 8    | Nando Reiser          | 116    |
| 9    | Marinus Sennhofer     | 115    |
| 10   | Fabian Himmelsbach    | 105    |

| Rang | Athletin                  | Punkte |
| ---- | ------------------------- | ------ |
| 1    | Liv Moritz                | 246    |
| 2    | Logan Grosdidier          | 245    |
| 3    | Galena Wardle             | 174    |
| 4    | Francesca Baruzzi Farriol | 160    |
| 5    | Francesca Fanti           | 120    |
| 6    | Noa Blok                  | 107    |
| 7    | Mary Bocock               | 100    |
| 7    | Elisa Platino             | 100    |
| 7    | Tatum Grosdidier          | 100    |
| 10   | Storm Klomhaus            | 90     |

### Riesenslalom
| Rang | Athlet                | Punkte |
| ---- | --------------------- | ------ |
| 1    | Albert Ortega Fornesa | 160    |
| 2    | Fabian Ax Swartz      | 145    |
| 3    | Nando Reiser          | 116    |
| 4    | Thomas Lardon         | 106    |
| 5    | Justin Bigatel        | 90     |

| Rang | Athletin              | Punkte |
| ---- | --------------------- | ------ |
| 1    | Liv Moritz            | 106    |
| 2    | Mary Bocock           | 100    |
| 2    | Elisa Platino         | 100    |
| 2    | Tatum Grosdidier      | 100    |
| 5    | Lisa Vallcorba Barata | 81     |

### Slalom
| Rang | Athlet             | Punkte |
| ---- | ------------------ | ------ |
| 1    | Fabian Ax Swartz   | 145    |
| 2    | Joaquim Salarich   | 136    |
| 3    | Richard Leitgeb    | 112    |
| 4    | Dominik Zerhoch    | 106    |
| 5    | Fabian Himmelsbach | 105    |

| Rang | Athletin                  | Punkte |
| ---- | ------------------------- | ------ |
| 1    | Logan Grosdidier          | 200    |
| 2    | Liv Moritz                | 140    |
| 3    | Galena Wardle             | 100    |
| 4    | Francesca Baruzzi Farriol | 80     |
| 5    | Francesca Fanti           | 60     |

## Podestplatzierungen Herren

### Abfahrt
| Datum              | Ort                      | 1. Platz | 2. Platz | 3. Platz |
| ------------------ | ------------------------ | -------- | -------- | -------- |
| 2. September 2025  | La Parva (CHI)           |          |          |          |
| 3. September 2025  | La Parva (CHI)           |          |          |          |
| 24. September 2025 | Nevados de Chillan (CHI) |          |          |          |
| 24. September 2025 | Nevados de Chillan (CHI) |          |          |          |
| 29. September 2025 | Corralco (CHI)           |          |          |          |
| 29. September 2025 | Corralco (CHI)           |          |          |          |

### Super-G
| Datum              | Ort                      | 1. Platz | 2. Platz | 3. Platz |
| ------------------ | ------------------------ | -------- | -------- | -------- |
| 4. September 2025  | La Parva (CHI)           |          |          |          |
| 4. September 2025  | La Parva (CHI)           |          |          |          |
| 25. September 2025 | Nevados de Chillan (CHI) |          |          |          |
| 25. September 2025 | Nevados de Chillan (CHI) |          |          |          |
| 1. Oktober 2025    | Corralco (CHI)           |          |          |          |
| 1. Oktober 2025    | Corralco (CHI)           |          |          |          |

### Riesenslalom
| Datum              | Ort                  | 1. Platz                                      | 2. Platz                                      | 3. Platz                                      |
| ------------------ | -------------------- | --------------------------------------------- | --------------------------------------------- | --------------------------------------------- |
| 8. August 2025     | Chapelco (ARG)       | Rennen abgesagt, Ersatzrennen in Cerro Castor | Rennen abgesagt, Ersatzrennen in Cerro Castor | Rennen abgesagt, Ersatzrennen in Cerro Castor |
| 9. August 2025     | Chapelco (ARG)       | Rennen abgesagt, Ersatzrennen in Cerro Castor | Rennen abgesagt, Ersatzrennen in Cerro Castor | Rennen abgesagt, Ersatzrennen in Cerro Castor |
| 11. August 2025    | Cerro Castor (ARG)   | Albert Ortega Fornesa                         | Nando Reiser                                  | Thomas Lardon                                 |
| 12. August 2025    | Cerro Castor (ARG)   | Fabian Ax Swartz                              | Justin Bigatel                                | Albert Ortega Fornesa                         |
| 12. August 2025    | Cerro Catedral (ARG) |                                               |                                               |                                               |
| 30. August 2025    | El Colorado (CHI)    |                                               |                                               |                                               |
| 9. September 2025  | Cerro Castor (ARG)   |                                               |                                               |                                               |
| 10. September 2025 | Cerro Castor (ARG)   |                                               |                                               |                                               |

### Slalom
| Datum              | Ort                  | 1. Platz                                      | 2. Platz                                      | 3. Platz                                      |
| ------------------ | -------------------- | --------------------------------------------- | --------------------------------------------- | --------------------------------------------- |
| 13. August 2025    | Cerro Catedral (ARG) | Rennen abgesagt, Ersatzrennen in Cerro Castor | Rennen abgesagt, Ersatzrennen in Cerro Castor | Rennen abgesagt, Ersatzrennen in Cerro Castor |
| 14. August 2025    | Cerro Catedral (ARG) | Rennen abgesagt, Ersatzrennen in Cerro Castor | Rennen abgesagt, Ersatzrennen in Cerro Castor | Rennen abgesagt, Ersatzrennen in Cerro Castor |
| 13. August 2025    | Cerro Castor (ARG)   | Rennen auf den 14. August verschoben          | Rennen auf den 14. August verschoben          | Rennen auf den 14. August verschoben          |
| 14. August 2025    | Cerro Castor (ARG)   | Joaquim Salarich                              | Richard Leitgeb                               | Fabian Himmelsbach                            |
| 14. August 2025    | Cerro Castor (ARG)   | Fabian Ax Swartz                              | Dominik Zerhoch                               | Marinus Sennhofer                             |
| 31. August 2025    | La Parva (CHI)       |                                               |                                               |                                               |
| 11. September 2025 | Cerro Castor (ARG)   |                                               |                                               |                                               |
| 12. September 2025 | Cerro Castor (ARG)   |                                               |                                               |                                               |

## Podestplatzierungen Damen

### Abfahrt
| Datum              | Ort                      | 1. Platz | 2. Platz | 3. Platz |
| ------------------ | ------------------------ | -------- | -------- | -------- |
| 2. September 2025  | La Parva (CHI)           |          |          |          |
| 3. September 2025  | La Parva (CHI)           |          |          |          |
| 24. September 2025 | Nevados de Chillan (CHI) |          |          |          |
| 24. September 2025 | Nevados de Chillan (CHI) |          |          |          |
| 29. September 2025 | Corralco (CHI)           |          |          |          |
| 29. September 2025 | Corralco (CHI)           |          |          |          |

### Super-G
| Datum              | Ort                      | 1. Platz | 2. Platz | 3. Platz |
| ------------------ | ------------------------ | -------- | -------- | -------- |
| 4. September 2025  | La Parva (CHI)           |          |          |          |
| 4. September 2025  | La Parva (CHI)           |          |          |          |
| 25. September 2025 | Nevados de Chillan (CHI) |          |          |          |
| 25. September 2025 | Nevados de Chillan (CHI) |          |          |          |
| 1. Oktober 2025    | Corralco (CHI)           |          |          |          |
| 1. Oktober 2025    | Corralco (CHI)           |          |          |          |

### Riesenslalom
| Datum              | Ort                | 1. Platz                                      | 2. Platz                                      | 3. Platz                                      |
| ------------------ | ------------------ | --------------------------------------------- | --------------------------------------------- | --------------------------------------------- |
| 8. August 2025     | Chapelco (ARG)     | Rennen abgesagt, Ersatzrennen in Cerro Castor | Rennen abgesagt, Ersatzrennen in Cerro Castor | Rennen abgesagt, Ersatzrennen in Cerro Castor |
| 9. August 2025     | Chapelco (ARG)     | Rennen abgesagt, Ersatzrennen in Cerro Castor | Rennen abgesagt, Ersatzrennen in Cerro Castor | Rennen abgesagt, Ersatzrennen in Cerro Castor |
| 11. August 2025    | Cerro Castor (ARG) | Mary Bocock                                   | Liv Moritz                                    | Elisa Platino                                 |
| 12. August 2025    | Cerro Castor (ARG) | Tatum Grosdidier                              | Francesca Baruzzi Farriol                     | Francesca Fanti                               |
| 30. August 2025    | El Colorado (CHI)  |                                               |                                               |                                               |
| 9. September 2025  | Cerro Castor (ARG) |                                               |                                               |                                               |
| 10. September 2025 | Cerro Castor (ARG) |                                               |                                               |                                               |

### Slalom
| Datum              | Ort                  | 1. Platz                                      | 2. Platz                                      | 3. Platz                                      |
| ------------------ | -------------------- | --------------------------------------------- | --------------------------------------------- | --------------------------------------------- |
| 13. August 2025    | Cerro Catedral (ARG) | Rennen abgesagt, Ersatzrennen in Cerro Castor | Rennen abgesagt, Ersatzrennen in Cerro Castor | Rennen abgesagt, Ersatzrennen in Cerro Castor |
| 14. August 2025    | Cerro Catedral (ARG) | Rennen abgesagt, Ersatzrennen in Cerro Castor | Rennen abgesagt, Ersatzrennen in Cerro Castor | Rennen abgesagt, Ersatzrennen in Cerro Castor |
| 13. August 2025    | Cerro Castor (ARG)   | Rennen auf den 14. August verschoben          | Rennen auf den 14. August verschoben          | Rennen auf den 14. August verschoben          |
| 14. August 2025    | Cerro Castor (ARG)   | Logan Grosdidier                              | Francesca Baruzzi Farriol                     | Liv Moritz                                    |
| 14. August 2025    | Cerro Castor (ARG)   | Logan Grosdidier                              | Liv Moritz                                    | Francesca Fanti                               |
| 31. August 2025    | La Parva (CHI)       |                                               |                                               |                                               |
| 11. September 2025 | Cerro Castor (ARG)   |                                               |                                               |                                               |
| 12. September 2025 | Cerro Castor (ARG)   |                                               |                                               |                                               |